# De zonnebloemenschilder
Het schilderij De zonnebloemenschilder (Frans: Le peintre de Tournesols) is door Paul Gauguin geschilderd in de tijd dat hij samen met Vincent van Gogh in het Atelier van het Zuiden werkte. Dit Atelier van het Zuiden heeft 63 dagen bestaan, van 21 oktober tot 24 december 1888, en was gehuisvest in het Gele Huis in Arles in de Provence. De zonnebloemenschilder werd in de eerste helft van december 1888 gemaakt, een paar weken voor het noodlottige einde van de samenwerking tussen Van Gogh en Gauguin.

## Het schilderij
Vanwege Gauguins eerdere vriendschap met Vincent van Gogh,  beeldde hij Vincent af terwijl hij voor zijn ezel bezig was met het schilderen van vijf zonnebloemen in een vaas op de zitting van een rieten stoel. Op de muur achter Vincent hangt een door Gauguin verzonnen landschap dat mogelijk te relateren is aan een tekening uit zijn schetsboek. Zijn hand zweeft een beetje onbeholpen door de lucht. Op zijn gezicht ligt een nadenkende uitdrukking. Met halfgesloten ogen bestudeert Vincent de zonnebloemen. Deze uitdrukking wordt wel verklaard als een verwijzing naar Vincents gewoonte om zijn ogen tot spleetjes te knijpen bij de bestudering van een motief. In zijn zelfportretten heeft hij dat echter nooit afgebeeld. Vincents hoofd lijkt verwrongen, zijn voorhoofd is laag en terugwijkend, het gezicht en de neus zijn afgevlakt, terwijl de kin met de felrode baard naar voren steekt. 

## De compositie
De compositie is ingewikkeld en vrij vol, terwijl er maar een zeer kleine ruimte afgebeeld is. Hierdoor lijkt Vincent letterlijk in een hoekje gedrukt te zijn, tussen twee muren, zijn ezel, de gigantische zonnebloemen en de stoel op de voorgrond en de toeschouwer/
Gauguin die van bovenaf toekijkt. De afsnijdingen benadrukken deze nauwe ruimte nog eens extra (alsof Vincent gevangenzit in de lijst). Vooral Vincents rechterschouder is gevangen in een overdreven nauwe ruimte en lijkt door het opdringende geel van het doek op de muur weggedrukt te worden.   
Gauguin oefende de verwringing van het gezicht op een schets van Vincents hoofd en een voorstudie voor de compositie. Op de tekening van het hoofd is Vincents kaak hoog ingezet, hoger dan op zelfportretten. Op de compositieschets is de overdrijving nog extremer doorgevoerd, waardoor de schilder een aapachtig uiterlijk krijgt. 

## Weergave karaktertrekken
Zoals vele tijdgenoten waren beide schilders zeer geïnteresseerd in het afleiden van karaktertrekken uit lichamelijke kenmerken. Door Vincent als een aapachtige schilder weer te geven, wees Gauguin duidelijk op zijn inferieure gedrag, waarbij hij niet alleen naar de evolutietheorie van Darwin verwees, maar ook naar de traditie van de singeries – aapjes die het menselijk gedrag na-apen – en naar de corresponderende schilderkundige stijlfiguur waarin de aapschilder de lage, onnadenkende aspiraties van de natuur vertegenwoordigt, zoals het imiteren of gedachteloos kopiëren van de natuur. In dit geval zou Gauguin met dit schilderij dus ook kritiek uiten op Vincents werkwijze, namelijk het schilderen naar de waarneming en niet uit het hoofd zoals hijzelf deed. 

## Meerdere zonnebloemschilderingen
Gauguin beeldde zonnebloemen op het schilderij af zoals ze geschikt zijn op Vincents eigen zonnebloemen uit augustus. Dat wil zeggen dat ze verwijzen naar eerder gemaakte zonnebloemschilderijen door Van Gogh. Vincents kopiërende handeling is namelijk verzonnen: in december kon hij helemaal geen echte zonnebloemen hebben geschilderd, aangezien die er toen niet meer waren. 
Echter hier stralen de zonnebloemen geen kracht en pracht uit, maar hangen ze net als Vincents lichaam en penseel slap neer. Op deze manier verdraaide Gauguin de betekenis die de zonnebloemen voor Van Gogh hadden, namelijk dankbaarheid, licht, leven en hoop. 
Toch moet Gauguin onder de indruk zijn geweest van Vincents zonnebloemschilderijen aangezien hij later in zijn memoires zou verklaren dat Van Gogh ze onder zijn invloed had gemaakt. Over Vincents zonnebloemen zei hij: ‘Ça c’est la fleur’, alsof Vincent erin geslaagd was de ware essentie van de bloemen naar boven te halen. In zijn portret van Vincent verwijst hij hiernaar door het midden van de bloemschijf van de bovenste bloem zodanig te omlijnen dat het de vorm suggereert van een oog met een blauwe iris, de zogenaamde ‘zonnebloemen met paarse ogen’. 
Over het schilderij schreef Gauguin zelf in Avant et Après : ‘Ik kreeg het idee om zijn portret te maken terwijl hij het stilleven met de zonnebloemen schilderde waar hij zoveel van hield.’ Hieruit blijkt zeker geen negatieve bijbedoeling. 

## Geografisch gezichtspunt
Enige tijd nadat hij Vincents portret geschilderd had, bood hij het Théo aan als geschenk, waarbij hij opmerkte dat het ‘vanaf een geografisch gezichtspunt’ geen goede gelijkenis was. Hij wilde namelijk ‘iets van Vincents innerlijke karakter overbrengen’. De ruimte-uitbeelding is dus symbolisch en kan ook betekenen dat Vincent in zijn eigen gedachtes en schilderkunst opgesloten zat. Deze veronderstelling wordt bevestigd door wat Vincent maanden later aan zijn broer schreef: ‘Mijn gezicht is sindsdien zeker opgeklaard, maar ik was het echt, vreselijk moe en elektrisch geladen zoals ik toen was’. Later zou Gauguin verklaren dat Vincent over het schilderij gezegd heeft: ‘Ik ben het zeker, maar ik ben het als gek geworden’. Beide uitspraken verwijzen ongetwijfeld eerder naar Vincents ziekte dan naar Gauguins bedoelingen. 
Wat Gauguins precieze bedoeling was met het schilderij is dus niet geheel duidelijk.